# Siêu cúp bóng đá Tây Ban Nha 2025
Siêu cúp bóng đá Tây Ban Nha 2025 sẽ là lần thứ 41 của Siêu cúp bóng đá Tây Ban Nha, giải đấu bóng đá thường niên dành cho các câu lạc bộ trong hệ thống giải bóng đá Tây Ban Nha đã thành công trong mùa giải trước.

## Vòng loại
Giải đấu quy tụ nhà vô địch và á quân của Cúp Nhà vua Tây Ban Nha 2023–24 và La Liga 2023–24

### Các đội vượt qua vòng loại
Bốn đội sau đã vượt qua vòng loại của giải đấu
| Câu lạc bộ      | Tư cách vượt qua vòng loại              | Số lần góp mặt | Lần tham dự trước đó | Thống kê các lần tham dự | Thống kê các lần tham dự | Thống kê các lần tham dự |
| Câu lạc bộ      | Tư cách vượt qua vòng loại              | Số lần góp mặt | Lần tham dự trước đó | Vô địch                  | Á quân                   | Bán kết                  |
| --------------- | --------------------------------------- | -------------- | -------------------- | ------------------------ | ------------------------ | ------------------------ |
| Athletic Bilbao | Vô địch Cúp Nhà vua Tây Ban Nha 2023–24 | 7th            | Á quân 2022          | 3                        | 3                        | –                        |
| Real Madrid     | Vô địch La Liga 2023–24                 | 21st           | Vô địch 2024         | 13                       | 6                        | 1                        |
| Mallorca        | Á quân Cúp Nhà vua Tây Ban Nha 2023–24  | 3rd            | Vô địch 2003         | 1                        | 1                        | –                        |
| Barcelona       | Á quân La Liga 2023–24                  | 29th           | Á quân 2024          | 14                       | 12                       | 2                        |

## Địa điểm
Cả ba trận đấu đều được tổ chức tại Thành phố Thể thao Nhà vua Abdullah tại Jeddah, Ả Rập Xê Út.
| Jeddah Địa điểm của thành phố chủ nhà cho Siêu cúp bóng đá Tây Ban Nha 2025 | Thành phố        | Sân vận động                        |
| --------------------------------------------------------------------------- | ---------------- | ----------------------------------- |
| Jeddah Địa điểm của thành phố chủ nhà cho Siêu cúp bóng đá Tây Ban Nha 2025 | Jeddah           | Thành phố Thể thao Nhà vua Abdullah |
| Jeddah Địa điểm của thành phố chủ nhà cho Siêu cúp bóng đá Tây Ban Nha 2025 |                  |                                     |
| Jeddah Địa điểm của thành phố chủ nhà cho Siêu cúp bóng đá Tây Ban Nha 2025 | Sức chứa: 62,345 |                                     |

## Các trận đấu
- Các trận đấu diễn ra theo múi giờ SAST (UTC+3)

## Nhánh đấu
|  | Bán kết                     | Bán kết     |                              |   | Chung kết | Chung kết |
|  |                             |             |                              |   |           |           |
|  | 8 tháng 1 năm 2025 – Jeddah |             |                              |   |           |           |
|  |                             |             |                              |   |           |           |
|  | Athletic Bilbao             | 0           |                              |   |           |           |
|  | Athletic Bilbao             | 0           | 12 tháng 1 năm 2025 – Jeddah |   |           |           |
|  | Barcelona                   | 2           |                              |   |           |           |
|  | Barcelona                   | 2           | Barcelona                    | 5 |           |           |
|  | 9 tháng 1 năm 2025 – Jeddah |             | Barcelona                    | 5 |           |           |
|  |                             | Real Madrid | 2                            |   |           |           |
|  | Real Madrid                 | Real Madrid | 2                            | 3 |           |           |
|  | Real Madrid                 |             |                              | 3 |           |           |
|  | Mallorca                    | 0           |                              |   |           |           |
|  | Mallorca                    | 0           |                              |   |           |           |

### Bán kết
| Athletic Bilbao | 0–2      | Barcelona              |
| --------------- | -------- | ---------------------- |
|                 | Chi tiết | - Gavi 17' - Yamal 52' |

| Real Madrid                                              | 3-0      | Mallorca |
| -------------------------------------------------------- | -------- | -------- |
| - Bellingham 63' - M.Valjent 90+2' (l.n) - Rodrygo 90+5' | Chi tiết |          |

### Chung kết
| Real Madrid               | 2–5      | Barcelona                                                                |
| ------------------------- | -------- | ------------------------------------------------------------------------ |
| - Mbappé 5' - Rodrygo 60' | Chi tiết | - Yamal 22' - Lewandowski 36' (ph.đ.) - Raphinha 39', 48' - Balde 45+10' |